# DNA satellite

## Definizione
Il DNA satellite consiste in sequenze altamente ripetute di DNA non codificante, che rappresentano gran parte dell'eterocromatina costitutiva.
Il nome "DNA satellite" si riferisce al fatto che ripetizioni di una breve sequenza di DNA tendono a produrre una frequenza diversa dei nucleotidi adenina, citosina, guanina e timina, e quindi avere una densità diversa del DNA tale da formare una seconda banda detta appunto "banda satellitare" quando il DNA genomico è separato su un gradiente di densità. Centrifugando un DNA eucariotico in gradiente di densità, esso forma una serie continua di frammenti visualizzati tramite picco di assorbimento, che corrisponde al contenuto medio di GC del genoma. 
Ad esempio, centrifugando in gradiente di densità il DNA di topo, la banda principale corrispondente al 92% del genoma e ha una densità di 1,701 g/mL che corrisponde a un contenuto medio di GC del 42% (tipico dei mammiferi). Il picco minore corrispondente al restante 8% del genoma e ha una densità invece di 1,690 g/mL e corrisponde al DNA satellite del topo che ha un contenuto in GC inferiore (30%).
I satelliti sono presenti in molti genomi eucarioti, rappresentano il 5% dell'intero genoma e possono essere più pesanti o più leggeri della banda principale. Infatti quando si determina la composizione in basi di un satellite, si vede che essa è spesso diversa da quanto predetto in base alla d perché essa dipende anche da altri fattori come la composizione delle coppie di basi più vicine e il grado di metilazione.
Questo tipo di DNA non codificante costituisce il 15% del genoma umano e tendono ad aumentare perché fanno crossing over o DNA framing (una lettura aperta del DNA). Il termine DNA satellite deriva dagli studi effettuati per identificare il primo DNA centromerico umano, il quale sottoposto ad una centrifugazione in gradiente di cloruro di cesio si separa in tre differenti frazioni genomiche: DNA satellite 1, DNA satellite 2, DNA satellite 3. Lo studio di ibridazione in situ è una tecnica che consente di verificare la complementarità esistente tra due molecole di acidi nucleici in base alla loro omologia di sequenza. Nell'uomo l'ibridazione ha dimostrato che il DNA satellite 1, 2 e 3 è presente nella regione pericentromerica di tutti i cromosomi e nel terzo distale del braccio lungo del Cromosoma Y. Normalmente il DNA satellite è localizzato nei bracci corti dei cromosomi, a livello centromerico e telomerico. È caratteristico dei genomi eucariotici ed è raro o generalmente assente nei procarioti. Dal momento che il DNA satellite non viene trascritto si ritiene che la sua funzione sia di natura strutturale e che quindi abbia un qualche ruolo nell'organizzazione dei cromosomi. Esistono alcuni database, disponibili gratuitamente in rete, che permettono di effettuare ricerche più specifiche sull'argomento.

## Origini
I Dna satelliti si possono formare attraverso 3 tipi di meccanismi:
1. Formazione di anse su un filamento che si sta formando portando alla duplicazione di uno stesso pezzetto
2. Formazioni di anse in un filamento stampo, si ha una delezione portando alla perdita di uno pezzetto
3. Crossing-over ineguale: in seguito al cattivo allineamento dei cromosomi; dà origine a delezione e duplicazione di tratti di DNA

## Studio
I DNA satelliti si possono studiare utilizzando enzimi di restrizione i quali, essendo simili le unità che si ripetono, permettono di ottenere frammenti di una stessa lunghezza. Questo lo possiamo verificare effettuando l'elettroforesi, in cui si separano le bande senza formazione dello smer che si forma quando si hanno frammenti di lunghezza diversa.

## Tipi di DNA satellite
Il DNA satellite nell'uomo si distingue in:
| Tipo            | Dimensioni dell'unità ripetitiva (bp) | Sequenza ripetuta                        | Localizzazione                                                                   |
| --------------- | ------------------------------------- | ---------------------------------------- | -------------------------------------------------------------------------------- |
| α (DNA alfoide) | 171                                   | Sequenze ripetute in tandem              | Tutti i cromosomi                                                                |
| β               | 68                                    | Sequenze ripetute in tandem ricche in GC | Centromeri dei cromosomi 1, 9, 13, 14, 15, 21, 22 e Y                            |
| γ               | 220                                   | Unità ripetute                           | Cromosoma 8 e cromosoma X                                                        |
| Satellite 1     | 25-48                                 | Sequenze ripetute in tandem              | Centromeri e altre regioni nell'eterocromatina della maggior parte dei cromosomi |
| Satellite 2     | 5                                     | ATTCC                                    | Cromosomi 1,2,10 e 16                                                            |
| Satellite 3     | 6                                     | AATTCC                                   | Regioni pericentromeriche dei cromosomi 1,9,16 e Yq                              |
| Satellite 4     | 5;7                                   | AAGAG (90%); Sequenza AAGAGAG (10%)      | Maggior parte dei cromosomi                                                      |

## Lunghezza degli elementi di DNA satellite
L'unità di DNA ripetuta può variare in lunghezza da una base ad alcune migliaia di basi e la dimensione totale del blocco di DNA satellite può raggiungere lunghezze di varie megabasi senza interruzioni. L'unità ripetuta più frequente è il satellite α, esso è costituito da un blocco di sequenze della lunghezza di 171 bp, che viene ripetuto fino ad alcune centinaia di volte. La sequenza nucleotidica delle ripetizioni è abbastanza conservata tra le specie diverse. Il numero di ripetizioni per ogni locus genico varia da 1000 a 10 milioni e generalmente si individuano uno o due locus genici per cromosoma. A tal proposito distinguiamo tra minisatelliti, che sono solitamente di dimensione compresa tra 10 e 100 bp, e microsatelliti, che presentano dimensioni piuttosto ridotte (<10 bp). Il DNA microsatellite è caratterizzato da una elevata variabilità, ciò determina la probabilità che individui diversi presentino alleli diversi in un dato locus genico. Il DNA minisatellite solitamente è una regione ipervariabile di 20-50 ripetizioni, la differenza nella quantità di queste ripetizioni è alla base del DNA fingerprinting, particolarmente utile nella medicina legale.

## Patologie
I microsatelliti, trovandosi spesso all'interno di unità trascrizionali, interferiscono con la corretta sintesi proteica portando così a malattie come la Distrofia miotonica(DM).